# Makenzie Fischer
Makenzie Fischer (* 29. März 1997 in Laguna Beach, Kalifornien) ist eine Wasserballspielerin aus den Vereinigten Staaten. Sie gewann bis 2021 zwei Titel bei Olympischen Spielen und bei Panamerikanischen Spielen sowie drei Weltmeisterschaftstitel.

## Sportliche Karriere
Die 1,86 m große Centerverteidigerin bestritt ihr erstes großes Turnier im Erwachsenenbereich 2015 bei den Panamerikanischen Spielen in Toronto, wo das US-Team vor den Kanadierinnen siegte. Direkt im Anschluss fanden in Kasan die Weltmeisterschaften 2015 statt. Die Mannschaft aus den Vereinigten Staaten gewann den Titel durch ein 5:4 im Finale gegen die niederländische Mannschaft. Makenzie Fischer konnte im Finale keinen Treffer erzielen, war aber im Halbfinale einmal erfolgreich. Im Jahr darauf bei den Olympischen Spielen 2016 in Rio de Janeiro traf das US-Team im Finale auf die Italienerinnen und siegte mit 12:5. Makenzie Fischer war in allen Partien dabei und erzielte sieben Tore, zwei davon im Finale.
Bei den Weltmeisterschaften 2017 in Budapest spielten im Finale die Spanierinnen und das US-Team gegeneinander, die Amerikanerinnen gewannen mit 13:6. Zwei Jahre später traf das US-Team bei den Weltmeisterschaften 2019 in Gwangju im Finale erneut auf die Spanierinnen und gewann mit 11:6. Makenzie Fischer erzielte im Finale einen Treffer. Unmittelbar im Anschluss an die Weltmeisterschaften siegten die frischgebackenen Weltmeisterinnen auch bei den Panamerikanischen Spielen 2019 in Lima. Bei den 2021 ausgetragenen Olympischen Spielen in Tokio trafen die Mannschaften aus den Vereinigten Staaten und aus Spanien wieder im Finale aufeinander, die Amerikanerinnen siegten mit 14:5. Makenzie Fischer warf im Finale ein Tor.
Makenzie Fischer ist die ältere Schwester von Aria Fischer, die beiden spielten bei den meisten großen Turnieren zusammen im US-Team. Die Schwestern sind die Töchter von Erich Fischer, der 1992 Olympiavierter im Wasserball war.